# Avro Type F
Bei der Avro Type F handelt es sich um ein Eindecker-Flugzeug des britischen Herstellers Avro.

## Geschichte
Anfang des Jahres 1912 begann Alliott Verdon Roe mit den Planungen für ein Flugzeug mit einer geschlossenen Kabine – ein Novum für die damalige Zeit. Er griff dabei auf das Fahrwerk sowie die Seiten- und Höhenruder der Avro 500 zurück, wobei das Seitenruder mit einem lenkbaren Hecksporn verbunden war.
Die Zelle der Maschine entstand in einer Gemischtbauweise aus Holz und Aluminium. Die Tragflächen waren über einen auf dem Rumpf angebrachten Pylon abgespannt und besaßen keine Ruder, die Quersteuerung erfolgte über Tragflächenverwindung.
Im April 1912 erfolgte die Montage der Maschine und am 1. Mai 1912 stieg die Type F zum Erstflug auf. Dies war der erste Flug einer Maschine mit einem geschlossenen Rumpf weltweit.
Als Antrieb wurde ein bereits in einer Type D verwendeter Viale-5-Zylinder-Motor eingebaut; das Aggregat war also bekannt und galt als gut gewartet. Somit wurden die Kritiker dieses Konzepts, die im Vorfeld hinsichtlich der Sichtbehinderung des Piloten auf Grund der Verschmutzung der Frontscheibe durch aus dem Motor austretendes Öl ihre Skepsis äußerten, nicht bestätigt.
Anfang Mai 1912 erfolgten mehrere Testflüge und am 17. Mai wurde erstmals eine Flughöhe von 1.000 Fuß (304,8 Meter) erreicht. So entschied man bei Avro, die Type F am 25. Mai 1912 öffentlich in Hendon vorzuführen. Jedoch versagte unmittelbar nach dem Start der Motor, und Werkspilot Wilfried Parke musste notlanden. Dabei traf er einen Weidezaun und das Flugzeug überschlug sich. Immerhin konnte bei der danach folgenden Demontage der nur leicht beschädigten Maschine bewiesen werden, dass das Flugzeug von vier Mann innerhalb von 25 Minuten komplett für den Transport zerlegt werden konnte.
Erst am 13. September 1912 wurde die Maschine wieder in Betrieb genommen. Bei Startversuchen brach allerdings die Gleitkufe, und bei der darauf folgenden Landung kam es wiederum zum Überschlag. Dieses Mal waren die Schäden allerdings erheblich, die Type F wurde danach nicht mehr in Betrieb genommen. Die Maschine blieb ein Einzelstück und wurde nie in Serie gefertigt.
Der Viale-Motor der Type F ist im Science Museum in London ausgestellt.

## Aufbau
Die Avro Type F war ein Mitteldecker mit einem teilweise stoffbespannten, teilweise mit Holz und Aluminium verkleideten Rumpf. Die Tragflächen bestanden aus einer bespannten Holzkonstruktion. Das Fahrwerk bestand aus einem zweirädrigen Hauptfahrwerk mit dazwischenliegender Gleitkufe und einem lenkbaren Hecksporn.

## Technische Daten

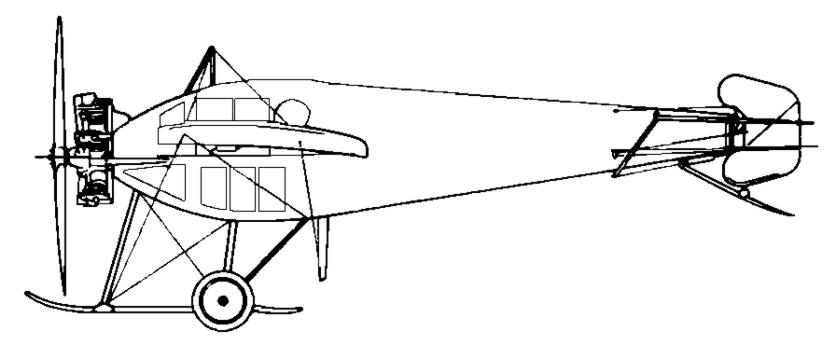
Seitenriss Avro Type F

| Kenngröße             | Daten                                             |
| --------------------- | ------------------------------------------------- |
| Besatzung             | 1                                                 |
| Länge                 | 7,01 m                                            |
| Spannweite            | 8,53 m                                            |
| Höhe                  | 2,29 m                                            |
| Flügelfläche          | 14,68 m²                                          |
| Flügelstreckung       | 5,0                                               |
| Leermasse             | ca. 250 kg                                        |
| max. Startmasse       | ca. 363 kg                                        |
| Antrieb               | ein Viale-5-Zylinder-Sternmotor mit 26 kW (35 PS) |
| Höchstgeschwindigkeit | 105 km/h                                          |
| Steigrate             | ca. 91,5 m/min                                    |